# 1512
1512. је била проста година.

## Догађаји

### Април
- 3. април — Турски султан Бајазит II абдицирао у корист сина Селима I.

## Рођења

### Јануар
- Википедија:Непознат датум — Марћин Кромер, пољски хроничар

## Смрти

### Јануар
- 22. фебруар — Америго Веспучи, италијански морепловац. (* 1451)

### Мај
- 26. мај — Бајазит II, османски султан. (* 1447)